# ママはトラブル標準装備!
『ママはトラブル標準装備!』（ままはとらぶるひょうじゅんそうび）は、芳文社の雑誌「まんがタイムジャンボ」（月刊）にて2002年8月号から2003年12月号まで連載された4コマ漫画作品。作者は海藍。（なお、初出は「まんがタイムラブリー」2002年3月号である。）略称は「ママトラ」。
野上花乃香とその娘菜之葉の野上親子と神崎東女と秋女の神崎姉妹＋猫一匹の日常を描いた作品。
海藍の作品では珍しく、作品中でキャラクターが成長するなどの時間の経過があり、男性キャラ、森崎雄大と東女の恋愛模様が発展しそうな矢先に、連載休止となった。
単行本化が待たれていたが、2008年2月27日発売の「トリコロ MW-1056第1巻特装版」(メディアワークス刊 ISBN 978-4-8402-4215-8)に同梱されていた「稀刊twelve 2008年13月号」に収録された。
なお、海藍の作品に「おきらくデジタルママ」があり、「山吹花乃香」「山吹菜之葉」「松本しのめ」というキャラクターが描かれていることから、本作は「おきらくデジタルママ」の発展型であると思われる(「おきらくデジタルママ」も「稀刊twelve」に収録されている)。

## 登場人物
野上花乃香 （のがみ かのか）
野上家の代表者。専業主婦。
天然ボケで周りをいつも巻き込んではトラブルを起こしている。
家事炊事全般が不得意で、菜之葉が嫁に行く日を恐れている。
夫が単身赴任のため、長い間離れ離れの生活。
秋女との初対面のとき、彼女の自己紹介に対抗して自ら「熟れ熟れの人妻」と表現した。しかし連載開始時点で28歳と若く（菜之葉を産んだのは19歳のとき）、初めて「おばさん」と呼ばれたときにはかなり落ち込んでいた。
運転免許は取得していないため、時々東女の車に便乗したりなどする。
野上菜之葉 （のがみ なのは）
花乃香の一人娘。連載開始当初は小学三年生で、連載終了時には中学二年生まで成長している。
髪型はロングヘアに大きなリボンを装着している。髪は父の無事の願掛けで伸ばしている。
いつも母親の巻き起こすトラブルに巻き込まれている。そのフォローもあって家事全般は得意。
ただし、東女の仕事について「毎日ネットで職を探している」と誤解していたりなど、若干母譲りの大ボケも見られる。
うな
野上家の飼い猫。三毛猫のため雌の可能性が高いが、性別は作中では明らかにされていない。
家では花乃香や菜之葉の頭にのったり、縁側や自動車の屋根の上で寝ていることが多い。
狩猟本能が強く、獲物に飛び掛かる癖があるが、火傷したり飛び掛かった鮮魚のトラックが走り出したりなど失敗ばかり。また、なぜかベーゴマには跳ね飛ばされる。
海藍の他作品のペット級の動物と同様、人語を理解し、時々菜之葉たちと一緒に入浴もする。また、トランプのババ抜きを理解しており、菜之葉が中学に進級した頃には、単独のプレーヤーとして一緒にババ抜きをしている。
野上豊 （のがみ ゆたか）
花乃香の夫で菜之葉の父。イギリスの自動車メーカーのデザイナー。
仕事が忙しく、滅多に帰ってこない。作中でもついに未登場だった。
お義母さん
菜之葉の父方の祖母（呼称は花乃香の視点による）。本編未登場。
菜之葉にお見合い話を持ちかけたりウエディングドレスを送りつけたりと、とにかく気が早い。
神崎東女 （かんざき しのめ）
野上家の隣人。
会社勤めだが、自らは出社せずSOHOで自宅で仕事をしている。役職はサブチーフ（後に副チーフに昇進）。
花乃香との会話はタメ口であるため、比較的年齢は近い模様。
ペン回しには批判的立場をとっている。しかしその理由は……。
愛車はアルファロメオ・147。車検に出したとき代車が軽自動車だったため、そのあまりの落差に花乃香に「お金に困って売却した」と誤解されたこともあった。
神崎秋女 （かんざき あきめ）
東女の妹。17歳。
花乃香との初対面時に「みずみずしい女子高生」と自己紹介。
菜之葉の良き姉貴分として振舞っている。
森崎雄大 （もりさき ゆうだい）
東女の会社の後輩。19歳。
男子校出身のため女性に免疫が無く、東女の新人教育に戸惑い気味。

## 書誌情報
- 2008年2月27日発売の「トリコロ MW-1056第1巻特装版」に同梱された「稀刊twelve 2008年13月号」に収録された。